# Chamdo (arrondissement)
Chamdo Dzong (Chinees: Qamdo Xian) is een arrondissement in de Chinese prefectuur Chamdo in de Tibetaanse Autonome Regio. De hoofdstad heet eveneens Chamdo. Door het arrondissement Chamdo lopen de nationale wegen G214 en G317.
In 1999 telde het arrondissement 86.280 inwoners. 90% van de bevolking is Tibetaans. Het heeft een oppervlakte van 10.700 km². Gemiddeld valt er jaarlijks 467 mm neerslag. De gemiddelde hoogte is 3500 meter. De temperatuur ligt tussen de -2,3 °C en 16,3 °C met een jaarlijks gemiddelde van 7,6 °C en varieert tussen de -2,3 °C en 16,3 °C.

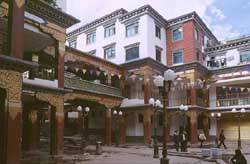
De stad Chamdo